# 斯韦勒·格勒纳
斯韦勒·格勒纳（挪威語：Sverre Grøner，1890年9月17日—1972年2月3日），挪威男子竞技体操运动员。他曾获得1908年夏季奥运会体操比赛男子团体全能银牌。他于1972年在奥斯陆去世。